# كلارنس ديتز
كلارنس ديتز (بالإنجليزية: Clarence Dietz)‏ هو سياسي أمريكي، ولد في 17 أبريل 1919 في الولايات المتحدة، وتوفي في 23 يونيو 1993 في مقاطعة بيدفورد في الولايات المتحدة. حزبياً، نشط في الحزب الجمهوري. وقد انتخب عضو مجلس نواب بنسيلفانيا.